# If I Let You Go
"If I Let You Go" là bài hát của Westlife, phát hành ở Anh ngày 9 tháng 8 năm 1999, là đĩa đơn thứ hai của nhóm. Đây trở thành đĩa đơn thứ 2 trong tổng số 14 đĩa đứng đầu bảng xếp hạng Anh của nhóm.
Bài hát này đã được biểu diễn trong cuộc thi Hoa hậu Thế giới 1999 và nhận được chứng nhận Bạc ở Vương quốc Anh cho hơn 315.000 bản đã bán được.

## Danh sách bài hát

### CD1
1. If I Let You Go
2. Try Again
3. If I Let You Go (Tính năng CD-Rom)

### CD2
1. If I Let You Go (Radio Edit)
2. If I Let You Go (Phiên bản Mở rộng)
3. Cuộc phỏng vấn với Andi Peters

### CD Úc
1. If I Let You Go
2. Try Again
3. If I Let You Go (Mở rộng)
4. If I Let You Go (CD-Rom)

## Trên các bảng xếp hạng
| Quốc gia/Bảng xếp hạng            | Vị trí cao nhất |
| --------------------------------- | --------------- |
| Bảng xếp hạng đĩa đơn Úc          | 13              |
| Bảng xếp hạng đĩa đơn Bỉ          | 7               |
| Bảng xếp hạng đĩa đơn Ireland     | 1               |
| Bảng xếp hạng đĩa đơn Hà Lan      | 19              |
| Bảng xếp hạng đĩa đơn New Zealand | 8               |
| Bảng xếp hạng đĩa đơn Na Uy       | 1               |
| Bảng xếp hạng đĩa đơn Thụy Điển   | 6               |
| Bảng xếp hạng đĩa đơn Thụy Sĩ     | 25              |
| Bảng xếp hạng đĩa đơn Anh         | 1               |
| Bảng xếp hạng UK Radio Airplay    | 7               |

| Quốc gia | Vị trí đạt được |
| -------- | --------------- |
| Úc       | 95              |

## Danh sách thực hiện
| If I Let You Go       |                                                 |
| Viết bởi              | : Jörgen Elofsson, David Kreuger, Per Magnusson |
| Bass                  | : Tomas Lindberg                                |
| Thu âm bởi            | : Bernard Löhr                                  |
| Try Again             |                                                 |
| Viết bởi              | : Jorgen Elofsson, David Krueger, Per Magnusson |
| Vi-ô-lông             | : Ulf Forsmark                                  |
| Whistle (Tin Whistle) | : Jan Bengtsson                                 |
| Thu âm bởi            | : Ronnie Lahti                                  |
| Kiểm tra bởi          | : Björn Engelmann                               |

| Phối khí                          | : Henrik Janson, Ulf Janson                                          |
| Phối khí và xây dựng chương trình | : David Kreuger, Per Magnusson                                       |
| Phối                              | : Bernard Löhr                                                       |
| Bìa đĩa (Thiết kế)                | : Root                                                               |
| Nhiếp ảnh                         | : Nicole Nodland                                                     |
| Ghita thường, Ghita điện          | : Mats Berntoft                                                      |
| Keyboard                          | : Per Magnusson                                                      |
| Âm thanh (Phụ)                    | : Anders von Hofsten (If I Let You Go), Andreas Carlsson (Try Again) |
| Khác (Quản lý)                    | : Louis Walsh, Ronan Keating                                         |